# Spanyolország az 1952. évi nyári olimpiai játékokon
Spanyolország a finnországi Helsinkiben megrendezett 1952. évi nyári olimpiai játékok egyik részt vevő nemzete volt. Az országot az olimpián 7 sportágban 27 sportoló képviselte, akik összesen 1 érmet szereztek.

## Érmesek
| Érem  | Versenyző         | Sportág       | Versenyszám    |
| ----- | ----------------- | ------------- | -------------- |
| Ezüst | Ángel Léon Gozalo | Sportlövészet | Szabadpisztoly |

## Evezés
| Versenyző                                                                 | Versenyszám      | Előfutam | Előfutam | Vigaszág | Vigaszág | Elődöntő | Elődöntő | Vigaszág | Vigaszág | Döntő   | Döntő   |
| Versenyző                                                                 | Versenyszám      | Idő      | Hely.    | Idő      | Hely.    | Típus    | Idő      | Hely.    | Típus    | Idő     | Hely.   |
| ------------------------------------------------------------------------- | ---------------- | -------- | -------- | -------- | -------- | -------- | -------- | -------- | -------- | ------- | ------- |
| Juan Omedes                                                               | Egypárevezős     | 8:03,1   | 4.       | 7:45,1   | 3.       | kiesett  | kiesett  | kiesett  | kiesett  | kiesett | kiesett |
| Salvador Costa Miguel Palau Francisco Gironella Pedro Massana Luis Omedes | Kormányos négyes | 7:25,5   | 4.       | 7:06,9   | 3.       | kiesett  | kiesett  | kiesett  | kiesett  | kiesett | kiesett |

## Lovaglás
Díjugratás
| Versenyző                                     | Ló                     | Versenyszám | 1. kör | 1. kör | 1. kör | 2. kör | 2. kör | 2. kör | Végeredmény | Végeredmény | Végeredmény |
| Versenyző                                     | Ló                     | Versenyszám | Idő    | Bünt.  | Hely.  | Idő    | Bünt.  | Hely.  | Idő         | Bünt.       | Helyezés    |
| --------------------------------------------- | ---------------------- | ----------- | ------ | ------ | ------ | ------ | ------ | ------ | ----------- | ----------- | ----------- |
| Jaime García                                  | Quorom                 | Egyéni      | 1:41,6 | 12     | 21.    | 1:45,2 | 8      | 13.    | 3:26,8      | 20          | 16.**       |
| Marcelino Gavilán                             | Quoniam                | Egyéni      | 2:17,6 | 20,25  | 39.    | 1:47,6 | 7      | 12.    | 4:05,2      | 27,25       | 30.         |
| Manuel Ordovas                                | Bohemio                | Egyéni      | 1:31,2 | 8      | 12.    | 1:32,4 | 12     | 25.    | 3:03,6      | 20          | 16.**       |
| Jaime García Manuel Ordovas Marcelino Gavilán | Quorom Bohemio Quoniam | Csapat      |        | 40,25  | 11.    |        | 27     | 4.     |             | 67,25       | 10.         |

Lovastusa
| Versenyző                                              | Ló                     | Versenyszám | Díjlovaglás | Díjlovaglás | Tereplovaglás | Tereplovaglás | Tereplovaglás | Díjugratás | Díjugratás | Végeredmény | Végeredmény |
| Versenyző                                              | Ló                     | Versenyszám | Bünt.       | Hely.       | Bünt.         | Hely.         | Össz.         | Bünt.      | Hely.      | Bünt.       | Helyezés    |
| ------------------------------------------------------ | ---------------------- | ----------- | ----------- | ----------- | ------------- | ------------- | ------------- | ---------- | ---------- | ----------- | ----------- |
| Fernando López                                         | Amado Mio              | Egyéni      | -190,33     | 59.         | -268          | 35.           | 35.           | -20        | 24.        | -478,33     | 34.         |
| Joaquín Nogueras                                       | Blason                 | Egyéni      | -151,33     | 35.         | nem ért célba | nem ért célba | nem ért célba | kiesett    | kiesett    | kiesett     | kiesett     |
| Beltrán Alfonso Osorio                                 | Huron                  | Egyéni      | -186,00     | 57.         | 78            | 3.*           | 11.           | -10        | 10.        | -118,00     | 12.         |
| Beltrán Alfonso Osorio Fernando López Joaquín Nogueras | Huron Amado Mio Blason | Csapat      | -527,66     | 19.         | nem ért célba | nem ért célba | nem ért célba | kiesett    | kiesett    | kiesett     | kiesett     |

* - egy másik versenyzővel azonos eredményt ért el

** - hat másik versenyzővel azonos eredményt ért el

## Sportlövészet
| Versenyző         | Versenyszám          | Eredmény | Helyezés |
| ----------------- | -------------------- | -------- | -------- |
| Emilio Álava      | Gyorstüzelő pisztoly | 568      | 13.      |
| Ángel León Gozalo | Szabadpisztoly       | 550      |          |
| Rafael de Juan    | Trap                 | 173      | 27.      |
| Antonio Vega      | Trap                 | 164      | 33.      |

## Torna
Férfi
| Versenyző     | Versenyszám      | Eredmény | Helyezés |
| ------------- | ---------------- | -------- | -------- |
| Joaquín Blume | Talaj            | 18,45    | 29.*     |
| Joaquín Blume | Ugrás            | 18,20    | 73.***   |
| Joaquín Blume | Korlát           | 18,10    | 60.**    |
| Joaquín Blume | Nyújtó           | 18,45    | 40.*     |
| Joaquín Blume | Gyűrű            | 18,45    | 38.****  |
| Joaquín Blume | Lólengés         | 16,25    | 101.*    |
| Joaquín Blume | Egyéni összetett | 107,90   | 56.      |

* - két másik versenyzővel azonos eredményt ért el

** - négy másik versenyzővel azonos eredményt ért el

*** - öt másik versenyzővel azonos eredményt ért el

**** - hat másik versenyzővel azonos eredményt ért el

## Úszás
Férfi
| Versenyző        | Versenyszám  | Előfutam | Előfutam | Előfutam | Elődöntő | Elődöntő | Elődöntő | Döntő   | Döntő    |
| Versenyző        | Versenyszám  | Idő      | Hely.    | Össz.    | Idő      | Hely.    | Össz.    | Idő     | Helyezés |
| ---------------- | ------------ | -------- | -------- | -------- | -------- | -------- | -------- | ------- | -------- |
| Ricardo Conde    | 100 m gyors  | 1:02,6   | 6.       | 49.*     | kiesett  | kiesett  | kiesett  | kiesett | kiesett  |
| Roberto Queralt  | 100 m gyors  | 1:01,6   | 4.       | 40.      | kiesett  | kiesett  | kiesett  | kiesett | kiesett  |
| Enrique Granados | 400 m gyors  | 4:53,7   | 4.       | 20.      | 4:56,2   | 7.       | 20.      | kiesett | kiesett  |
| Enrique Granados | 1500 m gyors | 19:45,9  | 4.       | 20.      |          |          |          | kiesett | kiesett  |

* - egy másik versenyzővel azonos időt ért el

## Vitorlázás
| Versenyző            | Versenyszám | Futam | Futam | Futam | Futam | Futam | Futam | Futam | Pontszám | Helyezés |
| Versenyző            | Versenyszám | 1     | 2     | 3     | 4     | 5     | 6     | 7     | Pontszám | Helyezés |
| -------------------- | ----------- | ----- | ----- | ----- | ----- | ----- | ----- | ----- | -------- | -------- |
| Ramón Balcells Rodón | Finn dingi  | 645   | DNF   | 1071  | 133   | 1247  | DNF   | 548   | 3644     | 10.      |

DNF - nem ért célba

## Vízilabda
- Leandro Ribera Abad
- Ricardo Conde
- Josep Bazán
- Roberto Queralt
- Antonio Subirana
- Agustín Mestres
- Juan Abellán
- Francisco Castillo

### Eredmények
1. forduló
| 1952. július 25. | Spanyolország (ESP) | 3 – 2 | Brazília |  |
| 1952. július 25. | (2 – 0)             |       |          |  |
| 1952. július 25. |                     |       |          |  |

D csoport
| Csapat           | JM | GY | D | V | LG | KG | GK  | PT |
| ---------------- | -- | -- | - | - | -- | -- | --- | -- |
| Belgium          | 3  | 3  | 0 | 0 | 12 | 5  | +7  | 6  |
| Spanyolország    | 3  | 2  | 0 | 1 | 13 | 10 | +3  | 4  |
| Dél-afrikai Unió | 3  | 1  | 0 | 2 | 10 | 9  | +1  | 2  |
| Brazília         | 3  | 0  | 0 | 3 | 7  | 18 | -11 | 0  |

| 1952. július 26. | Belgium (BEL) | 5 – 4 | Spanyolország |  |
| 1952. július 26. | (3 – 2)       |       |               |  |
| 1952. július 26. |               |       |               |  |

| 1952. július 27. | Spanyolország (ESP) | 3 – 1 | Dél-afrikai Unió |  |
| 1952. július 27. | (1 – 0)             |       |                  |  |
| 1952. július 27. |                     |       |                  |  |

| 1952. július 28. | Spanyolország (ESP) | 6 – 4 | Brazília |  |
| 1952. július 28. | (4 – 1)             |       |          |  |
| 1952. július 28. |                     |       |          |  |

Középdöntő
E csoport
| Csapat           | JM | GY | D | V | LG | KG | GK | PT |
| ---------------- | -- | -- | - | - | -- | -- | -- | -- |
| Olaszország      | 3  | 3  | 0 | 0 | 13 | 6  | +7 | 6  |
| Egyesült Államok | 3  | 2  | 0 | 1 | 14 | 11 | +3 | 4  |
| Belgium          | 3  | 1  | 0 | 2 | 8  | 13 | -5 | 2  |
| Spanyolország    | 3  | 0  | 0 | 3 | 9  | 14 | -5 | 0  |

| 1952. július 30. | Olaszország (ITA) | 3 – 1 | Spanyolország |  |
| 1952. július 30. | (1 – 1)           |       |               |  |
| 1952. július 30. |                   |       |               |  |

| 1952. július 31. | Egyesült Államok (USA) | 6 – 4 | Spanyolország |  |
| 1952. július 31. | (2 – 2)                |       |               |  |
| 1952. július 31. |                        |       |               |  |

Az 5–8. helyért
| Csapat        | JM | GY | D | V | LG | KG | GK  | PT |
| ------------- | -- | -- | - | - | -- | -- | --- | -- |
| Hollandia     | 3  | 3  | 0 | 0 | 16 | 6  | +10 | 6  |
| Belgium       | 3  | 1  | 1 | 1 | 11 | 12 | -1  | 3  |
| Szovjetunió   | 3  | 1  | 1 | 1 | 9  | 10 | -1  | 3  |
| Spanyolország | 3  | 0  | 0 | 3 | 8  | 16 | -8  | 0  |

| 1952. augusztus 1. | Szovjetunió (URS) | 4 – 3 | Spanyolország |  |
| 1952. augusztus 1. | (2 – 2)           |       |               |  |
| 1952. augusztus 1. |                   |       |               |  |

| 1952. augusztus 2. | Hollandia (NED) | 7 – 1 | Spanyolország |  |
| 1952. augusztus 2. | (4 – 0)         |       |               |  |
| 1952. augusztus 2. |                 |       |               |  |

| Csapat        | Helyezés |
| ------------- | -------- |
| Spanyolország | 8.       |